# Sergueï Ivanov (joueur d'échecs)
Pour les articles homonymes, voir Sergueï Ivanov.
Sergueï Vladimirovitch Ivanov est un joueur d'échecs soviétique puis russe né le 29 septembre 1961 à Leningrad en Union soviétique. Grand maître international depuis 1995, il a remporté trois fois le championnat de Saint-Pétersbourg et trois fois la Rilton Cup.

## Biographie et carrière
Ivanov remporta le tournoi de Ploiești en 1980 et remporta une médaille d'or individuelle et la médaille de bronze avec l'équipe de Leningrad au championnat d'URSS par équipes de 1986.. Il obtint le titre de maître international en 1990. Dans les années 1990, il remporta trois fois le championnat de Saint-Pétersbourg (en 1991, 1992 et 1994). Il obtint le titre de grand maître international en 1995. 
Il remporta les tournois internationaux de 
- Tcheliabinsk en 1991 ;
- Stockholm (Rilton Cup) 1999-2000 ;
- Saint-Pétersbourg en 2004.

En 2000 et 2001, il remporta le championnat de la ligue russe avec l'équipe de Saint-Pétersbourg.
En 2005-2006 et 2007-2008, il finit premier ex æquo de la Rilton Cup, le titre revenant au départage à Rozentalis en 2006 et à Wojtaszek en 2008.